# Johann Anton Strubberg
Johann Anton Strubberg (* 1696 in Borgloh; † 1731) war ein deutscher Pagenhofmeister, Prediger und Autor.

## Leben
Johann Anton Strubberg diente als Pagenhofmeister am Osnabrücker Hof, bevor er ab 1731 als Prediger in Minden tätig wurde.
Er verfasste mit Hilfe von Schulmeister Lose eine Übersicht mit Biographien der seit der Reformation 1533 in Hannover evangelisch-lutherisch tätigen Prediger der drei seinerzeitigen Hauptkirchen der Stadt; der Aegidienkirche, Marktkirche und der Kreuzkirche.

## Schriften
- M. IO. Anton Strubberg: Kurtze Nachricht / Von denen auf der / Alten Stadt Hannover / gestandenen / Evang. Predigern, in: David Meyer: M. David Meiers ... Kurtzgefaßte Nachricht / von der Christlichen / Reformation / In Kirchen und Schulen / Der Alten-Stadt Hannover ..., Hannover: Nicolaus Förster und Sohn, 1731, S. 97–322; hochaufgelöstes Digitalisat über die Sächsische Landesbibliothek – Staats- und Universitätsbibliothek Dresden